# 芬吴报告书
芬吴报告书（英語：Fenn-Wu Report,1951）是芬恩（或譯芳衛廉）和吴德耀博士发表的一份关于马来西亚华文教育的报告书，旨在回應《巴恩報告書》引發的爭議，並提出改善馬來亞華文教育的建議。这份报告的意见和评论被纳入《1952年教育法令》和《1956年拉沙報告書》。

## 背景
二战后至1957年独立前，英属马来亚政府对华文教育采取忽视和本土化（“英文化”和“马来文化”）的政策。1950年，政府成立了一个以调查马来学校的教育设备是否齐全的教育委员会，该委员会于1951年拟定了一份《巴恩报告书》，并呈交给联邦立法议会。该报告书提出了“国民学校”的概念，主张国民学校应以马来文、英文两种语文为教学媒介并取代其他种族性学校。英国驻马最高专员亨利·葛尼爵士也在1951年内委任另一个专门调查马来亚华文教育的委员会。美国教育工作者威廉·芬恩博士和联合国官员吴德耀博士受邀进行研究，发表了与《巴恩报告书》立场完全对立的《芬吴报告书》，该报告书肯定了马来亚的华文教育制度，并强调它和促进马来亚国民觉醒是完全一致的。